# La Bastia de Montsaleon
La Bastia Montsaleon (en francès La Bâtie-Montsaléon) és un municipi francès situat al departament dels Alts Alps i a la regió de Provença – Alps – Costa Blava.

## Demografia
| 1831                                       | 1962 | 1968 | 1975 | 1982 | 1990 | 1999 | 2006 | 2017 |
| ------------------------------------------ | ---- | ---- | ---- | ---- | ---- | ---- | ---- | ---- |
| 410                                        | 154  | 134  | 132  | 134  | 137  | 136  | 183  | 254  |
| Des de 1962: població sense dobles comptes |      |      |      |      |      |      |      |      |

## Administració
| Període   | Identitat            | Partit |
| --------- | -------------------- | ------ |
| 2001-2008 | Jean-Paul Devanthery |        |
| 2008- ?   | Lionel Nusbaum       |        |
| 2014-     | Alain d'Heilly       |        |